# Qun fang pu
Notes sur toutes les herbes

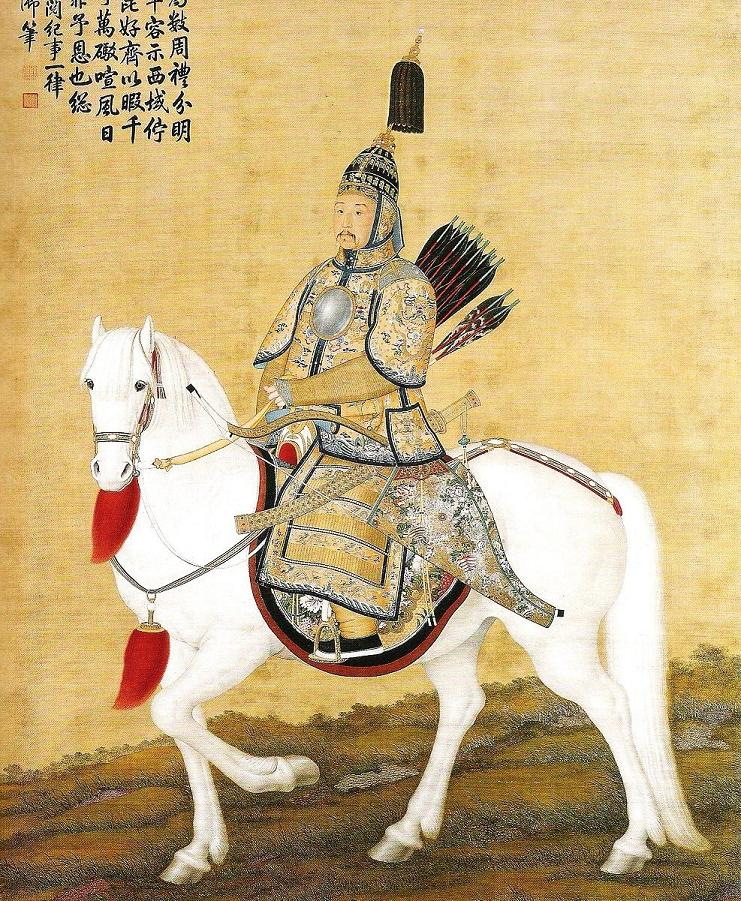
l'empereur Kangxi

Qun fang pu  群芳谱 « Notes sur toutes les herbes » (ou « Traité sur les plantes ») ou er'ru ting qun fang pu 二如亭群芳谱 « Notes sur toutes les herbes du Pavillon Er’ru », est un ouvrage sur les plantes cultivées communes et les plantes médicinales, compilées par Wang Xiangjin  (1561-1653), durant la période de la dynastie Ming 明 (1368-1644). L’ouvrage est avant tout dédié à l’horticulture mais c'est aussi un guide pratique pour les plantes utiles, agrémenté de nombreuses citations anciennes et de poèmes.
Après le succès de la première édition de 1621 (sous la dynastie Ming), une seconde édition de 1708 abondamment étoffées, commandée par l’empereur Qing, Kangxi, fut confiée à une équipe de 19 rédacteurs sous la direction de Wang Hao. Le nombre de plantes traitées passa de 432 à 1550.

## L’œuvre
Son œuvre principale Qun fang pu 群芳谱 rassemble des connaissances importantes sur les plantes que chacun peut cultiver dans son jardin. Il comportait 30 juan, soit environ 40 000 caractères. L’ouvrage fut imprimé durant la première année de l'ère Tianqi de la dynastie Ming soit en 1621. Il recensait 433 espèces de plantes.
Le livre est divisé en 12 chapitres couvrant les thèmes du temps et des saisons, des céréales, des légumes, des fruits, du thé et du bambou, du mûrier et du chanvre, du coton et de la ramie, des plantes médicinales, des arbres, des fleurs, des graminées, ainsi que des informations zoologiques utiles sur grues et des poissons qui agrémentent les jardins. Pour chacun de ses sujets, Wang décrit leur apparence, les conditions dans lesquelles elles poussent et peuvent être consommées et dans le cas des plantes médicinales leur vertus thérapeutiques. Le livre est basé sur des études anciennes (dont beaucoup ont été perdues depuis) ainsi que sur sa propre expérience sur ses terres. Une partie substantielle de son livre est probablement basée sur le Quanfang beizu 全芳備祖 compilé par Chen Yong 陳詠 (né vers 1201) de l’époque Song 宋 (960-1279).
| Contenu du Qunfangpu 群芳譜 |                      |                                      |
| Juan                        | Contenu (en chin.)   | (en fr.)                             |
| 1.-3.                       | 天 tiān              | Ciel                                 |
| 4.-7.                       | 歲 / (simpl.) 岁 suì | Saisons                              |
| 8.                          | 榖 /(simpl. ) 谷 gǔ  | Céréales                             |
| 9.-10.                      | 蔬 shū               | Légumes                              |
| 11.-14.                     | 果 guǒ               | Fruits                               |
| 15.-17.                     | 茶竹 chá zhú         | Thé Bambous                          |
| 18.                         | 桑麻葛苧             | Mûrier et diverses sortes de chanvre |
| 19.-21.                     | 藥 / (simpl.) 药 yào | Herbes médicinales                   |
| 22.-24.                     | 木 mù                | Arbre                                |
| 25.-27                      | 花 huà               | Fleurs                               |
| 28.29.                      | 卉 huì               | Graminées                            |
| 30.                         | 鶴魚 hè yú           | Grue et poisson                      |

Les 7 premiers juan sont consacrés à des observations générales sur la météorologie, le calendrier, les étoiles ainsi que sur le calendrier horticole pour chaque saison. L’ouvrage est avant tout dédié à l’horticulture mais c'est aussi un guide pratique pour les plantes utiles. Le juan 8 榖 gǔ traite des grains qui constituent la nourriture de base, formés aussi bien de céréales (graminées : riz, millet etc.) que de légumineuses (fève de soja dadou 大豆, divers haricots 豆类). Cette section met en lumière l'importance culturelle, alimentaire et agricole du millet (黍 shǔ) dans l'ancienne Chine, reflétant sa diversité et ses multiples usages, ainsi que sa signification écologique et sociale. Il souligne l'importance de la préparation du sol, de la sélection du moment de semis, et des techniques de récolte pour assurer une production de qualité de millet. Vingt-six plantes sont citées. Les juan 9-10 mentionnent 34 légumes, classés en 3 rubriques:  xin xun 辛薰 aromates épicés, rou hua 柔滑 tendre-mucilagineux, qing liang 清凉 rafraichissant. Les juan 11-14 sont dédiés aux fruits 果 guǒ. Les juan 15-17 茶竹 chá zhú thé et bambous traite de huit plantes. Les juan suivants sont dédiés aux plantes textiles. Les trois juan 19-20-21 sont consacrés aux plantes médicinales, 39 d’entre-elles sont citées. Puis viennent des informations sur 39 arbres. Les juan 25-27 traitent des fleurs, divisées en trois catégories: muben 木本 groupe des ligneux, tengben 藤本  groupe des grimpantes, caoben 草本 groupe des herbacées. À propos de nombreuses fleurs (comme les chrysanthèmes), le texte est agrémenté de nombreux poèmes célébrant la beauté et la singularité de telle fleur, illustrant sa place spéciale dans le cœur des poètes et dans la tradition culturelle chinoise. L’avant-dernier juan 卉 huì traite des graminées et le dernier juan décrit la grue et le poisson rouge, vues comme des agréments apportés par les jardins.
Wang Xiangjin agrémente son texte par des poèmes chantant la beauté des fleurs et navigue entre préciosités littéraires d’un lettré érudit et informations techniques pratiques d’un gestionnaire de terres cultivées. Il cite divers auteurs spécialistes et donne une sorte de synthèse des savoirs botanique et horticole du début du XVIIe siècle,.
Sans le dire Wang Xiangjin s’est appuyé fortement sur le Bencao gangmu de Li Shizhen (dont la première édition date de 1593) quand il donne une présentation de chaque plante et décrit leur propriété diététique ou médicale.
L’œuvre Qun fang pu 群芳谱 fut d’abord imprimée en 1621, à la fin de la période Ming 明, puis une édition révisée parut durant la période de la dynastie Qing 清 en 29 chapitres, produite par le Studio Shacun Caotang 沙村草堂. En raison du succès du Qun fang pu 群芳谱, l’empereur Kangxi, ordonna une seconde édition nommée « Traité étendu sur les plantes » Guang qun fang pu 廣羣芳譜 / 四广群芳谱 en 100 juan. Elle fut confiée à une équipe de 19 rédacteurs sous la direction de Wang Hao 王灏 et Zhang Yishao.
Les notices sur chaque plante sont complétées et un nombre considérable de nouvelles entrées sont ajoutées notamment sur les plantes médicinales. Mais aussi des passages considérés comme inutiles sont supprimés comme ceux sur les étoiles, les grues et les poissons rouges. Diverses corrections des citations sont faites. D’après les dénombrements précis de Georges Métailié, le Qun fang pu contient 432 notices sur les plantes alors que la version étendue Guang qun fang pu en contient 1550.
Wang Xiangjin est aussi l’auteur des livres suivants :
- Qingwuzhai xinshang bian 清悟齋欣賞編
- Jiantong zaibi 翦桐載筆
- Qin Zhang shiyu hebi 秦張詩餘合璧.

## L’auteur
Wang Xiangjin 王象晉 (1561-1653), nom social (zi 字): Jinchen 盡臣 ou Zijin 子進, prénom social (hao 號): Kangyu 康宇, est originaire de Xincheng 新城 (actuellement Xian de Huantai 桓臺縣 / 桓台县, dans la province du Shandong).
En 1604, il réussit l’examen impérial de plus haut niveau, le « doctorat » jinshi 進士.
Il fut nommé à la tête de la commission administrative provinciale (buzhengshi 布政使) de la province du Zhejiang.
Entre 1607 et 1627, Wang Xiangjin resta sur ses terres et reprit la gestion des biens familiaux qui comprenaient de vastes étendues de terre cultivées. Il supervisa personnellement le travail de ses employés, occupés à la culture de divers fruits et légumes. Il rassembla aussi de nombreux classiques anciens et consacra plus de dix ans à la compilation de son ouvrage d’horticulture et d’agronomie.